# Molleville
Molleville [mɔlvil] (okzitanisch: Molevila) ist eine französische Gemeinde mit 136 Einwohnern (Stand: 1. Januar 2022) im Westen des Départements Aude in der Region Okzitanien (vor 2016: Languedoc-Roussillon). Die Gemeinde gehört zum Arrondissement Carcassonne und zum Kanton La Piège au Razès. Die Einwohner werden Molavillais genannt.

## Lage
Molleville liegt etwa 38 Kilometer westnordwestlich von Carcassonne. Umgeben wird Molleville von den Nachbargemeinden Baraigne im Norden, Mas-Saintes-Puelles im Osten, Cumiès im Süden sowie Belflou im Westen. Das Gemeindegebiet grenzt an den Lac de la Ganguise, der vom gleichnamigen Flüsschen Ganguise gespeist wird.

## Bevölkerungsentwicklung
| Jahr                       | 1962 | 1968 | 1975 | 1982 | 1990 | 1999 | 2006 | 2013 | 2019 |
| Einwohner                  | 78   | 63   | 50   | 52   | 53   | 76   | 85   | 108  | 138  |
| Quellen: Cassini und INSEE |      |      |      |      |      |      |      |      |      |

## Sehenswürdigkeiten

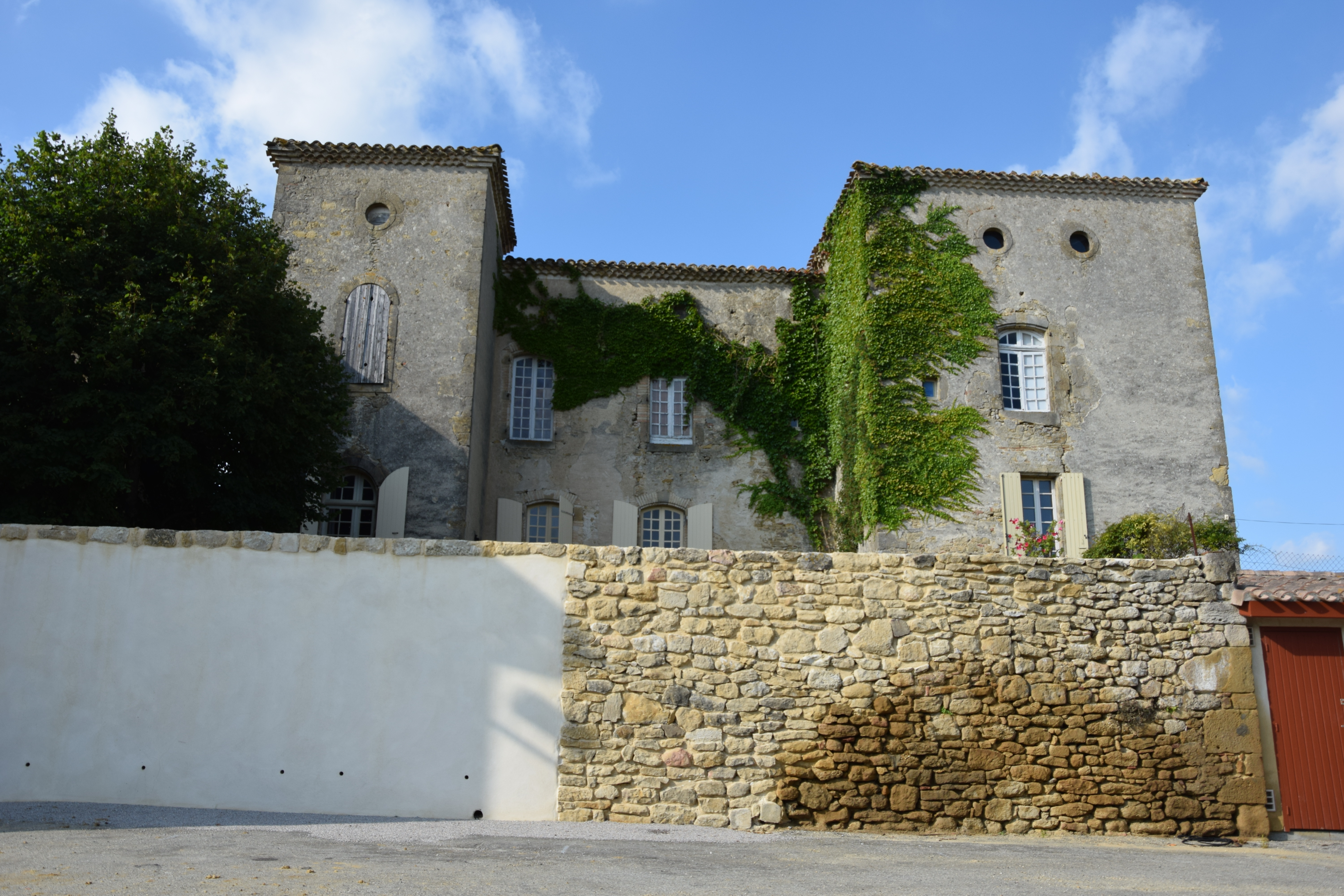
Schloss Molleville

- Kirche Saint-Martin
- Schloss Molleville